# Gurdaspur
Gurdaspur és una ciutat i municipi de l'estat del Panjab, Índia, capital del districte de Gurdaspur. Està situada a 32° 02′ N, 75° 31′ E / 32.03°N,75.52°E i segons el cens del 2001 tenia 67.455 habitants.
Fou en origen una fortalesa (després convertida en monestir de saraswats bramans) fundada al començar el segle xvii per Sahib Deep Chand que li va donar el nom del seu avi (Guriya) i va ser famosa pel setge que va patir dels mogols el 1712: el 1710 el cap sikh Banda va saquejar Batala i Kalanaur i va convertir el districte en centre dels seus atacs cap als territoris veïns; el 1711 fou expulsat cap a les muntanyes per Bahadur Shah però aviat va retornar i va construir (o reconstruir) un fort a Lohgarh identificat com la moderna Gurdaspur, derrotant a Islam Jang, el virrei o subadar de Lahore; el 1712 va quedar assetjat al fort i el 1713 Abdus Samad Khan va expulsar altra vegada a Banda cap a les muntanyes; una vegada més va retornar i va reconquerir Kalanaur però el 1716 va ser fet presoner a Lohgarh i finalment va morir sota tortura a Delhi.
El 1867 es va crear la municipalitat.